# Mikhaïl Koulaguine
Pour les articles homonymes, voir Koulaguine.
Mikhaïl Koulaguine (en russe : Михаил Андреевич Кулагин), né le 4 août 1994 à Moscou en Russie, est un joueur russe de basket-ball. Il évolue au poste d'arrière. Il est le frère de Dmitri Koulaguine.

## Carrière
En juin 2020, son contrat avec le CSKA Moscou se termine et n'est pas renouvelé.

## Palmarès
- Champion de la VTB United League : 2016, 2017, 2018, 2019
- Vainqueur de l'Euroligue : 2019.